# Maskenkrabbe
Die Maskenkrabbe (Corystes cassivelaunus) ist eine Krabbenart, die im Nordatlantik zwischen 37. und 59. nördlichen Breitengrad, in der Ostsee im Bereich des Kattegats und im Mittelmeer bis zur Ägäis und Adria vorkommt. Sie ist der einzige Vertreter der Gattung Corystes und die einzige in Europa heimische Art der Corystidae.

## Merkmale
Die Maskenkrabbe hat einen ovalen Carapax, der maximal 4 cm lang und 3 cm breit ist. Der vordere Seitenrand trägt einen scharfen Dorn, der hintere zwei kleine Dornen. Die Scherenbeine der Männchen sind doppelt so lang wie der Carapax. Der Finger (Dactylus) des letzten Schreitbeins ist schlank. Die Scheren zeigen einen starken Sexualdimorphismus und das Atmungssystem ist an das Leben in gegrabenen Höhlen angepasst. Die Antennen tragen ein stark verlängertes Flagellum und zwei Reihen dichter Borsten, die sich zur Mitte hin mit denen der Antenne der anderen Seite verhaken und eine Röhre bilden. Die Antennen und die Basis der dritten Maxillipede bilden einen Raum vor der Mundöffnung durch den das Wasser im eingegrabenen Zustand von der Antennenröhre zur Kiemenkammer strömt, was als Sandfilter wirkt.

## Lebensweise
Die Maskenkrabbe bewohnt die Schelfregion in Tiefen bis zu 115 m. Sie tritt nur auf sandigen Untergründen auf, in denen sie die meiste Zeit eingegraben ist. Von der Höhle ist nur eine 1 bis 2 mm große Öffnung sichtbar. Nur in der Paarungssaison von April bis Juni treten geschlechtsreife Exemplare längere Zeit auf der Oberfläche auf. Sie sind überwiegend nachtaktive Jäger und ernähren sich größtenteils von Flohkrebsen, Vielborstern und kleinen Muscheln. Unreife Exemplare kommen nur zur Häutung an die Oberfläche und vergraben sich danach alsbald wieder.
Eine Besonderheit unter allen Krabben ist, dass die Begattung nicht zur Häutung stattfindet, sondern dass das voll ausgehärtete Weibchen über mehrere Tage vom Männchen getragen wird, bis der Vulvadeckel (Operculum) aufweicht.